# 芋参科
芋参科（学名：Molpadiidae）为芋参目的一个科。

## 下级分类
本科包括以下属：
- Cherbonniera Sibuet, 1974
- Heteromolpadia Pawson, 1963
- 芋参属 Molpadia (echinoderm)|Molpadia Cuvier, 1817